# مادلین گاردینر
مادلین گاردینر (به انگلیسی: Madeline Gardiner) ژیمناست زادهٔ ۲۷ ژانویهٔ ۱۹۹۵ میلادی اهل کشور کانادا است.